# Professional Association of Diving Instructors
Die Professional Association of Diving Instructors (PADI) ist ein amerikanisches Unternehmen, das weltweit Tauchausbildungen anbietet. Mit rund 6.200 Tauchbasen und 130.000 Mitgliedern in 183 Ländern ist es die weltweit größte kommerzielle Tauchausbildungsorganisation. Die Tauchausbildungen des 1966 gegründeten Unternehmens sind weltweit standardisiert und werden von anderen Tauchorganisationen anerkannt.

## Unternehmen
Die Professional Association of Diving Instructors wurde 1966 von John Cronin († 2003) und Ralph Erikson († 2006) in Morton Grove, Illinois, gegründet.
Laut eigenen Angaben stellte PADI zwischen 1996 und 2015 jährlich über 900.000 Brevetierungen aus, was 56 % aller Tauchausbildungen weltweit entspricht. Seit Gründung des Unternehmens wurden bereits über 24 Millionen Taucher ausgebildet, der Frauenanteil liegt bei 36 %. Weltweit – in über 150 Ländern – bieten etwa 6200 Tauchbasen PADI-Ausbildungen an.
Das Unternehmen ist in folgenden Regionen mit Tochtergesellschaften vertreten:
- PADI America mit Sitz in Rancho Santa Margarita, Kalifornien – zuständig für die USA
- PADI Asia Pacific mit Sitz in Frenchs Forest, New South Wales – zuständig für Afghanistan, Australien, Indien, Indochina, Indonesien, Neuseeland, Papua-Neuguinea, Pazifischen Inseln und Philippinen
- PADI Canada mit Sitz in Port Coquitlam, British Columbia – zuständig für Kanada
- PADI Pacific China mit Sitz in Shenzhen City, Guangdong – zuständig für die Volksrepublik China
- PADI EMEA (Europe, Middle East & Africa) mit Hauptsitz in Bristol, Vereinigtes Königreich – zuständig für Europa, Malediven, französische Karibikinseln, Afrika, Naher Osten und Russland
- PADI Pacific Japan mit Sitz in Tokio, Japan – zuständig für Japan
- PADI Latin America mit in Sitz Rancho Santa Margarita, Kalifornien – zuständig für die Karibik, Mittel- und Südamerika

Der Hauptsitz von PADI Worldwide liegt in Rancho Santa Margarita, Kalifornien. Präsident und CEO ist derzeit Drew Richardson.

## Standards
Die PADI-Standards legen Inhalte und Abläufe aller Kurse für Tauchlehrer und Assistenten fest. Die Ziele dieser Standards sind, ein weltweit einheitliches Ausbildungssystem anzubieten und den Tauchlehrern einen rechtlich gesicherten Rahmen für die Ausbildung zu geben. Die Standards werden permanent weiter entwickelt und z. B. an neueste Entwicklungen oder Erkenntnisse zur Tauchphysiologie angepasst. Änderungen der Standards werden vierteljährlich an alle Tauchlehrer verschickt. Die verschiedenen Manuals werden bei Bedarf überarbeitet und können u. a. online bezogen werden.

## Ausbildungssystem
Das Ausbildungssystem besteht aus standardisierten Modulen, die in Theorie und Praxis aufgeteilt sind. Die Theorie wird hauptsächlich im Selbststudium sowie durch Tauchlehrer vermittelt, während die Praxis ausschließlich durch Tauchlehrer im Schwimmbad oder im begrenzten Freiwasser sowie im offenen Freiwasser unterrichtet wird. Am Ende jeden Kurses wird ein Tauchschein (Brevet) ausgestellt, der weltweit anerkannt wird.

Übersicht über das PADI-Ausbildungssystem

Wegen der großen internationalen Verbreitung findet man fast überall auf der Welt PADI-Tauchschulen. Durch die Standardisierung der Tauchkurse kann man daher einen begonnenen Kurs an einer beliebigen anderen PADI-Tauchschule weiterführen. Voraussetzung ist eine Überweisung von Tauchlehrer zu Tauchlehrer.
Viele andere kommerzielle Tauchorganisationen, v. a. aus dem US-amerikanischen Raum, bieten ein ähnliches Ausbildungsschema an, mit teilweise identischen Begriffen. Ausführliches Ausbildungsmaterial zum Selbststudium kann im Set (bestehend aus Kursbuch, DVD, der Tauchtabelle RDP – optional auch Computer-Dive-Manual – oder anderen Unterwasser-Karten) in den PADI-Tauchschulen erworben werden. Das Trainingsmaterial ist in verschiedenen Sprachen verfügbar und muss seit 1. Januar 2006 von jedem Kursteilnehmer besessen werden.

### Schnorchel-Programme

#### Discover Snorkeling
Discover Snorkeling ist kein Kurs, sondern ein Angebot für Schnorchler mit einem zertifizierten Assistenten geführte Touren an interessante Stellen zu unternehmen. Dementsprechend gibt es keine Voraussetzungen für die Teilnahme. Ebenso gibt es keine Theorie-Lektionen, aber Informationen zur Ausrüstung, Sicherheit, den örtlichen Gegebenheiten etc. Als Abschluss wird ein Zertifikat an die Teilnahme vergeben.

#### Digital Underwater Photographer Specialty Snorkeler
Den Specialty-Kurs für digitale Unterwasserfotografie gibt es auch für Schnorchler. Im PADI Digital Underwater Photographer-Kurs lernt man die Möglichkeiten der digitalen Technologie auszunutzen. Das Ergebnis sind gute Unterwasserbilder, die schnell gemacht sind. Man lernt nicht nur, wie gute Fotos gemacht werden, sondern auch, wie sie am Computer verbessert und archiviert werden. Diesen Kurs gibt es als PADI Digital Underwater Photographer Specialty Diver.

#### Skin Diver
Im Skin-Diver-Kurs erlernt man im Pool oder begrenzten Freiwasser mit einer Schnorchel-Ausrüstung umzugehen (Freitauchen). Es werden Fertigkeiten wie z. B. Ein- und Ausstiege in und aus dem Wasser, Ausblasen des Schnorchels, Druckausgleich etc. geübt.
Kursumfang:
- üben praktischer Fertigkeiten

Voraussetzungen:
- mindestens 8 Jahre alt

### Kinder-Programme

#### Bubblemaker
Der Bubblemaker ist kein Tauchkurs, sondern eine Möglichkeit für Kinder, in das Thema Tauchen „hineinzuschnuppern“. Neben einer kurzen theoretischen Einführung, beinhaltet Bubblemaker ein Tauchgang im Schwimmbad bei einer maximalen Tiefe von 2 Metern, unter Aufsicht eines Instructors. Normalerweise dauert die Bubblemaker-Erfahrung etwa eine Stunde.
Voraussetzungen:
- Mindestalter von 8 Jahren

#### Seal Team
Die Kindertauchausbildung Seal Team beinhaltet eine Einführung in das Gerätetauchen im Schwimmbad. Erlernt wird der Gebrauch der Tauchausrüstung, die Tauchzeichen, der Druckausgleich, den Atemregler heraus nehmen, die Bedienung der Tarierweste, das Fluten der Tauchermaske, das Atmen aus dem Oktopus sowie der Wechsel zwischen dem Schnorchel und Atemregler.
Kursumfang:
- fünf Theorie-Lektionen
- fünf Schwimmbad-Lektionen

Voraussetzungen:
- mindestens 8 Jahre alt
- gute Gesundheit

#### Master Seal Team
Aufbauend auf den fünf Lektionen des Seal Team-Kurses gibt es zehn sogenannte Speciality AquaMissions, analog zu den Spezialtauchgängen im Recreational-Diving-Programm:
- Spezialist für die Identifizierung von Meerestieren
- Umwelt Spezialist
- Inner Space Spezialist (Tarieren)
- Navigations Spezialist
- Nachttauch Spezialist
- Sicherheits Spezialist
- Suchen und Bergen Spezialist
- Schnorcheltauch Spezialist
- Schnappschuss Spezialist
- Wrack Spezialist

Voraussetzungen:
- Seal Team Member
- gute Gesundheit

#### Junior-Brevets
Jugendliche von 10 bis 14 Jahren können an Tauchkursen für Erwachsene teilnehmen und dabei ein sogenanntes Junior-Brevet erwerben, das im Bezug auf die maximale Tauchtiefe eingeschränkt ist. Zu den Junior-Brevets gehören:
- Junior Open Water Diver (JOWD)
- Junior Advanced Open Water Diver (JAOWD)
- Junior Rescue Diver (JRD)
- Junior Master Scuba Diver (JMSD)

### Einführungsprogramme
Im Gegensatz zu anderen Tauchverbänden vertritt PADI die „Dive Today“-Philosophie, nach der Tauchschüler nicht erst mit langwierigen Schnorchel-, Schwimm- oder sonstigen Trainingslektionen auf das Gerätetauchen vorbereitet werden, sondern, nach infrastruktureller Möglichkeit, noch am Tag der Entscheidung zu einem Schnuppertauchen oder Tauchkurs, mit der Gerätetauchausbildung beginnen.

#### Discover Scuba Diving
Discover Scuba Diving (DSD) ist kein Tauchkurs, sondern eine Möglichkeit, in den Tauchsport hineinzuschnuppern. (Schnuppertauchen gemäß der Norm ISO 11121) Am Anfang wird ein Video gezeigt, in dem das Wichtigste über das Tauchen kompakt vorgeführt wird. Alternativ erfolgt eine kurze Einführung in das Tauchen durch einen Tauchlehrer, Divemaster oder Assistant Instructor. Daraufhin geht der Anfänger mit einem Tauchlehrer in ein Schwimmbad, wo ihm in einer maximalen Tiefe von sechs Metern die wichtigsten Handgriffe gezeigt werden, danach kann optional noch ein Tauchgang im Freiwasser (in einer maximalen Tiefe von 12 Metern) erfolgen.
Dieses „Schnuppertauchen“ kann durch einen PADI-Instructor als Schwimmbadtauchgang 1 auf den Open Water Diver angerechnet werden.

#### Scuba Review
Im Kurs Scuba Review kann ein brevetierter Taucher theoretische und praktische Tauchfertigkeiten und -kenntnisse auffrischen.
Kursumfang:
- Auffrischen theoretischer und praktischer Fertigkeiten

Voraussetzungen
- Mindestens 10 Jahre alt
- brevetierter Taucher oder Teilnehmer in einem Tauchkurs

#### Discover Local Diving
Discover Local Diving (DLD) ist kein PADI-Kurs, sondern ein Programm für brevetierte Taucher, geführt von einem Divemaster oder Instructor Tauchgänge an einer ihnen unbekannten Lokalität zu unternehmen.
Voraussetzungen:
- PADI Scuba Diver oder höher
- Mindestens 10 Jahre alt

### Recreational Diving Certifications

#### Scuba Diver
Der Kurs Scuba Diver ist ein weltweit anerkannter Anfängertauchkurs. (entspricht der internationalen Norm ISO 24801-1) Durch seinen modularen Aufbau ist gewährleistet, dass jedem Tauchschüler eine Basis an Wissen und Können vermittelt wird. Mit drei Theorie-Modulen und drei dazugehörenden Schwimmbad-Modulen wird der Tauchschüler auf die zwei Freiwassertauchgänge, bzw. auf die weiterführenden Module des Open-Water-Diver-Kurses (OWD) vorbereitet. Nach Abschluss des Kurses wird von PADI ein Tauchschein (Brevet) in Kreditkartenformat ausgestellt. Dieser Tauchschein erlaubt es, ausschließlich in Begleitung eines professionellen Tauchers (mindestens Divemaster) bis 12 m Tiefe zu tauchen. Die drei Module des Scuba-Diver-Kurses sind identisch mit den ersten drei der insgesamt fünf Module des Open-Water-Diver-Kurses und ermöglicht so, den vollwertigen OWD-Kurs in Etappen zu bestehen.
Kursumfang:
- drei Theorie-Lektionen
- drei Tauchgänge im Schwimmbad oder begrenztem Freiwasser
- zwei Tauchgänge im Freiwasser mit Gerät, ein optionaler Schnorchel-Tauchgang, ein empfohlener „Abenteuer-Tauchgang“

Voraussetzungen:
- mindestens 15 Jahre alt
- mindestens 10 Jahre alt (Junior Scuba Diver)

#### Open Water Diver
Der Kurs Open Water Diver (OWD) ist ein weltweit anerkannter Anfängertauchkurs. (entspricht der Norm ISO 24801-2) Durch seinen modularen Aufbau ist gewährleistet, dass jedem Tauchschüler eine Basis an Wissen und Können vermittelt wird. Mit fünf Theorie-Modulen und fünf dazugehörenden Schwimmbad-Modulen wird der Tauchschüler auf die vier Freiwassertauchgänge vorbereitet. Nach Abschluss des Kurses wird von PADI ein Tauchschein (Brevet) in Kreditkartenformat ausgestellt. Der Tauchschein ermöglicht es, mit einem Tauchpartner selbständig Tauchgänge bis zu einer empfohlenen Tiefe von 18 m zu planen und durchzuführen.
Nach den PADI-Standards dürfen Junior Open Water Diver im Alter von 10 bis 11 Jahren nur in Begleitung eines professionellen PADI Tauchers, eines brevetierten Elternteils oder eines brevetierten Erziehungsberechtigten tauchen. Die Tauchgänge dürfen eine Tiefe von 12 Metern nicht überschreiten. Im Alter von 12 bis 14 Jahren müssen sie in Begleitung eines brevetierten Volljährigen tauchen.
Kursumfang:
- fünf Theorie-Lektionen
- fünf Tauchgänge im Schwimmbad oder begrenztem Freiwasser
- vier Tauchgänge im Freiwasser mit Gerät, ein optionaler Schnorchel-Tauchgang, ein empfohlener „Abenteuer-Tauchgang“

Voraussetzungen:
- mindestens 15 Jahre alt
- mindestens 10 Jahre alt (Junior Open Water Diver)

#### Advanced Open Water Diver / Adventure Diver
Das Adventures in Diving-Programm (AID) ist die Weiterführung des Kurses Open Water Diver. Während im Einsteigerkurs (OWD) die Grundfertigkeiten und der Umgang mit der Tauchausrüstung im Vordergrund stehen, wird im AID-Programm die Aufmerksamkeit des Tauchers auf die Tauchumgebung gelenkt. Das AID-Programm ist modular aufgebaut und besteht aus einzeln auswählbaren sogenannten Adventure Dives, welche jeweils aus dem ersten Tauchgang eines PADI-Spezialkurses bestehen. Innerhalb des AID-Programms kann sowohl das Adventure Diver- (AD) als auch das Advanced Open Water Diver-Brevet (AOWD) erlangt werden. Für das AD-Brevet sind drei und für das AOWD-Brevet aus fünf Adventure Dives zu absolvieren. Für eine AOWD-Zertfizierung ist zwingend der U/W-Navigation- und Tief-Tauchgang nötig. Wer ein AD-Brevet besitzt, kann durch zwei zusätzliche Adventure Dives das AOWD-Brevet erlangen.
Nach den PADI-Standards dürfen Junior Advanced Open Water Diver im Alter von 10 bis 11 Jahren nur in Begleitung eines professionellen PADI Tauchers, eines brevetierten Elternteils oder eines brevetierten Erziehungsberechtigten tauchen. Die Tauchgänge dürfen eine Tiefe von 12 Metern nicht überschreiten. Im Alter von 12 bis 14 Jahren müssen sie in Begleitung eines brevetierten Volljährigen tauchen. Die Tauchgänge dürfen eine Tiefe von 21 Metern dabei nicht überschreiten.
Kursumfang für Advanced Open Water Diver:
- 5 theoretische Einführungen
- 5 Tauchgänge im Freiwasser (Adventure Dives)

Kursumfang für Adventure Diver:
- 3 theoretische Einführungen
- 3 Tauchgänge im Freiwasser (Adventure Dives)

Voraussetzungen:
- PADI Open Water Diver (mit fünf Schwimmbad-Tauchgängen und mindestens vier Tauchgängen im Freiwasser mit Drucklufttauchgerät) oder gleichwertige Qualifizierung
- mindestens 15 Jahre alt
- mindestens 12 Jahre alt (Junior Advanced Open Water Diver)

#### Rescue Diver
Der Kurs PADI Rescue Diver (RD) ist die Weiterführung des Kurses Advanced Open Water Diver. In diesem Kurs werden Fähigkeiten vermittelt, wie man Tauchern in Not- oder Unfall-Situationen helfen kann. Dieser Kurs lenkt daher die Aufmerksamkeit eines Tauchers auf die Situation anderer Taucher.
Nach den PADI-Standards dürfen Junior Rescue Diver im Alter von 12 bis 14 Jahren nur in Begleitung eines brevetierten Volljährigen tauchen.
Kursumfang:
- Selbstrettung und Taucherstress
- Notfall Management und benötigte Ausrüstung
- Der Umgang mit einem Taucher in Panik
- Richtige Vorgehensweise bei Notfallbeatmung im Wasser
- Ausstiege
- Tauchunfallszenarien
- Praktische Übungen im Schwimmbad oder begrenztem Freiwasser
- Tauchgänge im Freiwasser

Voraussetzungen:
- PADI Advanced Open Water Diver oder gleichwertige Qualifizierung
- PADI Emergency First Response oder gleichwertiger HLW-Kurs innerhalb der letzten 2 Jahre
- Wer mit einer dem Advanced Open Water Diver gleichwertigen Qualifizierung teilnimmt, muss im Gegensatz zum PADI AOWD mindestens 20 geloggte Tauchgänge vorweisen.
- mindestens 15 Jahre alt
- mindestens 12 Jahre alt (Junior Rescue Diver)

#### Specialties
Es sind 29 Spezialkurse im Angebot:
- Altitude Diver (Bergseetauchen)
- AWARE Fish ID (Fischbestimmung)
- Boat Diver (Boottaucher)
- Cavern Diver (Höhlentauchen)
- Coral Reef Conservation (Korallenriff-Erhaltung)
- Deep Diver (Tieftauchen)
- Digital Underwater Photographer (Digitale Unterwasserfotografie)
- Diver Propulsion Vehicle (Tauchscooter)
- Drift Diver (Strömungstauchen)
- Dry Suit Diver (Trockentauchen)
- Emergency Oxygen Provider (Notfall Sauerstoff Helfer)
- Enriched Air Diver (Nitrox, Sauerstoff-angereicherte Luft, entspricht der Norm ISO 11107)[9][14]
- Equipment Specialist (Ausrüstungsspezialist)
- Ice Diver (Eistauchen)
- Multilevel Diver
- National Geographic
- Night Diver (Nachttauchen)
- Peak Performance Buoyancy (Tarierungskontrolle)
- Project AWARE Specialist
- Search & Recovery Diver (Suchen und Bergen)
- Self Reliant Diver (Eigenverantwortlicher Taucher)
- Semiclosed Rebreather Dräger Dolphin/Atlantis (halbgeschlossener Rebreather)
- Semiclosed Rebreather Dräger Ray (halbgeschlossener Rebreather)
- Sidemount Diving / Monkey Diving
- Underwater Naturalist
- Underwater Navigator (Navigation)
- Underwater Photographer (Unterwasserfotografie)
- Underwater Videographer (Unterwasserfilmen)
- Wreck Diver (Wracktauchen)

Neben den standardisierten PADI-Specialties gibt es PADI Distinctive Specialties (Sonder- oder Spezialkurse), die zunächst von PADI-Instruktoren selbst entwickelt und dann später von PADI anerkannt wurden. Es gibt eine Vielzahl dieser anerkannten Kurse, in denen z. B. lokale Gegebenheiten, Tiere, alternative Tauchgeräte, Wissen etc. vermittelt werden. Beispiele: Fluss- & Strömungstauchen, Süßwasser- und Meeresbiologie, Forschungstauchen, Helmtauchen, Tauchen mit Vollgesichtsmaske, Submatix Rebreather, Haitaucher, Dekompressionskammer uvm.
Ab dem Open Water Diver kann sich ein Taucher in verschiedenen Spezialkursen weiterbilden. Diese Kurse schließen mit einem Brevet ab.
Voraussetzungen:
- Je nach Kurs PADI Open Water Diver oder PADI Advanced Open Water Diver
- Für Semiclosed Rebreather Kurs: Enriched Air Diver (Nitrox)
- Für Search & Recovery Diver: Mindestalter 12 Jahre und U/W Navigator (oder AOWD)
- Für Wreck Diver und Deep Diver: Mindestalter 15 Jahre
- Für Cavern Diver und Ice Diver: Mindestalter 18 Jahre

#### Master Scuba Diver
Master Scuba Diver (MSD) ist die höchste Qualifizierung für nicht-professionelle Sporttaucher im PADI-System. Es zeigt, dass der Inhaber eine umfassende Ausbildung und Taucherfahrung in unterschiedlichen Tauchumgebungen aufweisen kann.
Nach den PADI-Standards dürfen Junior Master Scuba Diver im Alter von 12 bis 14 Jahren nur in Begleitung eines brevetierten Volljährigen tauchen.
Voraussetzungen:
- PADI OpenWater Diver oder gleichwertige Qualifizierung
- PADI Advanced Open Water Diver oder gleichwertige Qualifizierung
- PADI Rescue Diver oder gleichwertige Qualifizierung
- 5 PADI Specialty Brevets
- Mindestens 50 geloggte Tauchgänge
- Mindestens 15 Jahre alt
- Mindestens 12 Jahre alt (Junior Master Scuba Diver)

### Professional Diving Certifications

#### Divemaster
Der Kurs Divemaster (DM) ist der Einstiegskurs zum professionellen Taucher (entspricht der internationalen Norm ISO 24801-3). Dieser Kurs vermittelt bereits die komplette Tauchtheorie, die auch im Instructor Developement Course verlangt wird. Ein PADI-Divemaster darf dem Tauchlehrer in Kursen, soweit es ihm erlaubt ist, assistieren. Verfügt der Divemaster über zusätzliche Ausbildungen und Qualifizierungen, so darf er einige Kurse selbst oder unter Aufsicht unterrichten, wie z. B.: Discover Scuba Diving (DSD), Digital Underwater Photographer (DUP), Emergency First Response (EFR) oder Underwater Naturalist. Da der Divemaster ausgebildet ist, um Gruppen zu führen, kann er auf einer Tauchbasis als Tauch-Guide arbeiten.
Kursumfang:
- Ausdauerübungen im Wasser
- Entwickeln von Tauchfertigkeiten in Demonstrationsqualität
- Aufgaben eines Divemasters
- Die Programme, die ein Divemaster selbstständig durchführen kann
- 12 Theorie-Lektionen
- Unterstützung eines Instructors bei der Arbeit mit Tauchschülern
- Erstellen eines Notfallplans
- Erstellen einer Tauchplatzkarte

Voraussetzungen:
- PADI Open Water Diver oder gleichwertige Qualifizierung
- PADI Advanced Open Water Diver oder gleichwertige Qualifizierung
- PADI Rescue Diver oder gleichwertige Qualifizierung
- PADI Emergency First Response Kurs oder einen vergleichbaren Erste-Hilfe-Kurs mit Herz-Lungen-Wiederbelebung (HLW), max. 2 Jahre alt
- Mindestens 40 geloggte Tauchgänge zu Beginn der Ausbildung
- Mindestens 60 geloggte Tauchgänge bei Beantragung der Brevetierung
- Mindestens 18 Jahre alt

#### Instructor Development Course / Instructor Examination
Der Instructor Development Course (IDC) umfasst die beiden Ausbildungsstufen Assistant Instructor und Open Water Scuba Instructor und schließt mit einer zweitägigen Prüfung, der Instructor Examination (IE) durch einen IE Examiner ab. Der IDC wird von einem Course Director durchgeführt. Der Prüfer (IE Examiner) darf nicht den IDC geleitet haben und wird von der zuständigen PADI-Niederlassung bestimmt, womit Objektivität in der Prüfung gewährleistet wird. Da es sich um zwei getrennte Kurse handelt, können der Assistant Instructor und der Kurs Open Water Scuba Instructor auch getrennt gemacht werden.
Zum IE wird nur zugelassen, wer den IDC erfolgreich abgeschlossen hat. PADI-Divemaster (oder vergleichbare Ausbildungen nach ISO 24801-3), die erfolgreich den IDC absolvieren, jedoch bei dem IE durchfallen oder nicht antreten, können den PADI Assistant Instructor beantragen. PADI-Divemaster, die erfolgreich IDC und IE bestehen, überspringen die Stufe PADI Assistant Instructor. Der IE geht über zwei Tage und besteht aus zwei Theorie- und zwei Praxisteilen, die bei Nichtbestehen einmal einzeln wiederholt werden dürfen. Das IDC dauert normalerweise etwa zehn Tage.
In einem IDC können auch IDC Staff Instructoren und Master Instructoren ausgebildet werden. Als Teil der Ausbildung übernehmen die IDC Staff Instructor und Master Instructor Kandidaten Mentorfunktionen gegenüber den IDC-Kandidaten.

#### Assistant Instructor
Im Kurs Assistant Instructor (mindestens vier Tage) werden mit Lehrproben methodisch-didaktische Fähigkeiten für den Unterricht vermittelt. (entspricht der Norm: ISO 24802-1) Die im Divemaster-Kurs elementar eingeführten PADI-Standards werden in diesem Kurs vertieft. Assistant Instructor dürfen nur von Tauchlehrern ab der Stufe IDC Staff Instructor (IDCS) oder höher ausgebildet werden. PADI Assistant Instructor dürfen die Tauchtheorie der PADI Kurse unterrichten und bei praktischen Übungen den Tauchlehrern assistieren.
Es gibt zwei Möglichkeiten PADI Assistant Instructor zu werden: durch Teilnahme am Kurs Assistant Instructor außerhalb eines IDC oder während der erfolgreichen Teilnahme am AI-Teil eines IDC. Sollte man den Instructor anstreben, und die Instructor Examination nicht bestehen, kann man sich immer noch den AI brevetieren lassen, da die entsprechenden Leistungsanforderungen schon während des ersten Teils des IDC erbracht worden sind (um zum IE zugelassen zu werden, ist eine erfolgreiche Teilnahme am AI- und am OWSI-Teil des IDC vorgeschrieben)
Kursumfang:
- Ausdauerübungen im Wasser
- Entwickeln von Tauchfertigkeiten in Demonstrationsqualität
- Lehrproben im Pool und Freiwasser
- Lehrproben Theorie (präskriptives Unterrichten und Mikroteaching)
- Die Aufgaben eines Assistant Instructor
- Die Programme, die ein Assistant Instructor selbstständig durchführen kann
- Selbststudium: Tauchtheorie
- PADI-Standards und -Verfahren

Voraussetzungen:
- PADI Open Water Diver oder gleichwertige Qualifizierung
- PADI Advanced Open Water Diver oder gleichwertige Qualifizierung
- PADI Rescue Diver oder gleichwertige Qualifizierung
- PADI Divemaster oder gleichwertige Qualifizierung
- PADI Emergency First Response Kurs oder einen vergleichbaren Erste-Hilfe-Kurs mit Herz-Lungen-Wiederbelebung (HLW), max. 2 Jahre alt
- Mindestens 60 geloggte Tauchgänge
- Mindestens 18 Jahre alt

Folgende Kurse/Programme dürfen unterrichtet/brevetiert werden:
- Discover Snorkeling
- Skin Diver
- Bubblemaker
- Seal Team
- Scuba Review
- Discover Local Diving
- Discover Scuba
- Peak Performance Buoyancy Specialty (Tarierung)
- Project Aware
- Aware Coral Reef Conservation Specialty
- Optionaler Schnorcheltauchgang OWD
- Theorie OWD

#### Open Water Scuba Instructor
Im Kurs Open Water Scuba Instructor entwickelt ein Assistant Instructor mit Lehrproben methodisch didaktische Fähigkeiten für den Unterricht. (entspricht der Norm: ISO 24802-2) Alle PADI-Standards und -Verfahren werden behandelt, ebenso wie PADI-Kurse durchgeführt werden. Der Kandidat wird auf seine Rolle als Tauchlehrer vorbereitet (Ethik, Einstellung und Geschäfts-Kenntnisse eines Tauchlehrers, Risiko-Management). Bei den Lehrproben im Pool und Freiwasser ist die Demonstrations-Fähigkeit, Kontrolle und Organisation der Schüler und zertifizierter Assistenten wichtig. Um OWSI werden zu können, muss zuerst erfolgreich am IDC teilgenommen und dann die IE bestanden werden.
Kursumfang:
- Ausdauerübungen im Wasser
- Entwickeln von Tauchfertigkeiten in Demonstrationsqualität
- Lehrproben im Pool und Freiwasser (Schüler-Kontrolle und Organisation)
- Lehrproben Theorie (präskriptives Unterrichten und Mikroteaching)
- Die Programme, die ein Open Water Scuba Instructor durchführen kann
- Selbststudium: Tauchtheorie
- PADI-Standards und -Verfahren

Voraussetzungen:
- PADI Open Water Diver oder gleichwertige Qualifizierung
- PADI Advanced Open Water Diver oder gleichwertige Qualifizierung
- PADI Rescue Diver oder gleichwertige Qualifizierung
- PADI Divemaster oder gleichwertige Qualifizierung mit erfolgreichem Abschluss der Beurteilung der Rettungsfertigkeiten aus dem PADI Divemaster Kurs
- PADI Assistant Instructor oder gleichwertige Qualifizierung (nicht benötigt, falls beide Teile des IDC zusammen absolviert werden)
- PADI Emergency First Response Kurs oder einen vergleichbaren Erste-Hilfe-Kurs mit Herz-Lungen-Wiederbelebung (HLW), max. 2 Jahre alt (als Einstiegsvoraussetzung für den IDC)
- PADI Emergency First Response Instructor oder Instructor in Erster Hilfe und HLW einer anderen Notfallversorgungsorganisation
- Brevetierter Taucher seit mindestens 6 Monaten
- Mindestens 60 geloggte Tauchgänge bei Beginn des Kurses
- nachgewiesene Erfahrung in Nachttauchen, Tieftauchen und Unterwasser Navigation
- Mindestens 100 geloggte Tauchgänge vor der Abschlussprüfung
- Mindestens 18 Jahre alt

Folgende Kurse/Programme dürfen unterrichtet/brevetiert werden:
- Discover Snorkeling
- Skin Diver
- Bubblemaker
- Seal Team
- Scuba Review
- Discover Local Diving
- Discover Scuba
- Discover Scuba Diver
- Scuba Diver
- Open Water Diver
- Adventure Diver
- Advanced Open Water Diver
- Rescue Diver
- Divemaster
- Master Scuba Diver (ggf. sind zusätzliche Qualifikationen als Specialty Instructor notwendig um 5 Specialty-Kurse auszubilden)
- Peak Performance Buoyancy Specialty (Tarierung)
- Project Aware
- Aware Coral Reef Conservation Specialty

#### Speciality Instructor (SI)/Trainer
PADI hat derzeit 29 Spezialkurse im Angebot:
- Altitude Diver (Bergseetauchen)
- Aware Fish ID (Fischbestimmung)
- Boat Diver (Boottaucher)
- Cavern Diver (Höhlentauchen)
- Coral Reef Conservation (Korallenrifferhaltung)
- Deep Diver (Tieftauchen)
- Digital Underwater Photographer (digitale Unterwasserfotografie)
- Diver Propulsion Vehicle (Tauchscooter)
- Drift Diver (Strömungstauchen)
- Dry Suit Diver (Trockentauchen)
- Emergency Oxygen Provider (Notfall-Sauerstoff-Helfer)
- Enriched Air Diver (Sauerstoff angereicherte Luft/Nitrox, entspricht der Norm ISO 11107[9][14])
- Equipment Specialist (Ausrüstungsspezialist)
- Ice Diver (Eistauchen)
- Multilevel Diver
- National Geographic Diver
- Night Diver (Nachttauchen)
- Peak Performance Buoyancy (Tarierungskontrolle)
- Project Aware Specialist
- Search & Recovery Diver (Suchen und Bergen)
- Self Reliant Diver (eigenverantwortlicher Taucher)
- Semiclosed Rebreather Dräger Dolphin/Atlantis (halbgeschlossener Rebreather)
- Semiclosed Rebreather Dräger Ray (halbgeschlossener Rebreather)
- Sidemount Diving
- Underwater Naturalist
- Underwater Navigator (Navigation)
- Underwater Photographer (Unterwasserfotografie)
- Underwater Videographer (Unterwasserfilmen)
- Wreck Diver (Wracktauchen)

Neben den standardisierten PADI Specialties gibt es PADI Distinctive Specialities (Sonder- oder Spezialkurse), die zunächst von PADI Instructoren entwickelt und später von PADI anerkannt wurden. Es gibt eine Vielzahl dieser Kurse, in denen z. B. lokale Gegebenheiten, Tiere, alternative Tauchgeräte, Wissen etc. vermittelt werden. Beispiele sind etwa Flusstauchen, Süßwasser- und Meeresbiologie, Forschungstauchen, Helmtauchen, Tauchen mit Vollgesichtsmaske, Submatix Rebreather, Haitaucher, Dekompressionskammer uvm.
Voraussetzungen:
- Je nach Kurs Divemaster, Assistant Instructor oder Open Water Scuba Instructor
- Methode 1: bei einem Course Director den jeweiligen Specialty Instructor Kurs absolvieren (bevorzugte Methode, u. a. um ggf. die eigene Erfahrung mit aktuellem Standard bzw. Lehrmeinung abzugleichen)
- oder Methode 2: Mindestens 25 Zertifizierungen dazu Nachweis über mindestens 20 Tauchgänge Erfahrung im jeweiligen Spezialbereich (Die geforderte Anzahl an Tauchgängen kann je nach Specialty etwas variieren) und die schriftliche Versicherung, den Kurs gemäß Verbandsrichtlinien zu Unterrichten

Bei bestimmten Specialties können weitergehende Voraussetzungen gefordert sein (z. B. „Cavern Diving“).

#### Master Scuba Diver Trainer
Sobald man fünf Specialty-Instructor-Zertifikate besitzt und mindestens 25 Schüler als PADI-Taucher zertifiziert hat, kann man PADI Master Scuba Diver Trainer (MSDT) werden.
Voraussetzungen:
- PADI Open Water Scuba Instructor
- 5 PADI Specialty-Instructor-Zertifizierungen
- mindestens 25 Zertifizierungen

#### IDC Staff Instructor
Ähnlich der Partnerschaft zwischen Assistant Instructors und Instructors arbeiten auch IDC Staff Instructors (IDCS) mit Course Directors zusammen. Als IDC Staff Instructor kann man bei der Instructor-Ausbildung sowie auch bei Weiterbildungskursen auf Instructor-Niveau mitarbeiten.
Kursumfang:
- Beurteilen der IDC-Kandidaten bei Pool-, Freiwasser- und Theorie-Lehrproben
- Mentorfunktion gegenüber den IDC-Kandidaten
- Selbststudium: Tauchtheorie
- PADI-Standards und -Verfahren

Voraussetzungen:
- PADI Master Scuba Diver Trainer
- 1 IDC-Assistieren
- mindestens 18 Jahre alt

#### Master Instructor
PADI Master Instructors (MI) sind Tauchlehrer, die sämtliche Ausbildungsstufen des PADI-Systems erfolgreich absolviert haben.
Voraussetzungen:
- PADI IDC Staff Instructor
- Seit mindestens zwei Jahren PADI Instructor
- Mindestens 150 Zertifizierungen als Tauchlehrer
- An drei PADI-Seminaren teilgenommen haben (z. B. IDC Staff Instructor Update; Member Update (online))
- PADI EFR Instructor

#### Course Director
Course Directors (CD) sind die Ausbilder der zukünftigen Tauchlehrer, die PADI Instructor-Development-Kurse abhalten und andere Kurse auf Instructor-Niveau durchführen. Es gibt weltweit etwa 1200 Course Directors. PADI-Mitglieder, die Course Director werden wollen, durchlaufen einen Auswahlprozess, der mehrere Jahre dauern kann, in dem ihre Erfahrung und Ausbildung berücksichtigt wird, bevor sie zum zweiwöchigen Course Director Training Course zugelassen werden, der weltweit nur zweimal jährlich stattfindet, einmal in USA und einmal in Asien. In Deutschland seit Jahren am erfolgreichsten als Course Directors tätig sind Martin Zeschke (Hamburg) und Ulf Mayer (Essen).
Voraussetzungen:
- Seit mindestens sechs Monaten PADI Master Instructor im Lehrstatus mit aktueller Erneuerung der PADI-Mitgliedschaft
- Alle Tauchkurse und Erlebnisprogramme gemäß den PADI-Standards und der PADI-Philosophie durchführen
- Ausschließlich mit dem PADI-Tauchausbildungssystem unterrichten, einschließlich aller relevanten PADI-Ausbildungsmaterialien
- Erfahrung in der Arbeit in einem PADI Center oder Resort haben.
- Mindestens 250 Zertifizierungen als Tauchlehrer
- Aktuell EFR Instructor sein

#### IE Examiner
Es gibt weltweit ca. 100 IE Examiner (IEE), die Tauchlehreranwärter im IE prüfen.

### Technical Diving Certifications
In PADI-TecRec-Kursen (ehemals DSAT TecRec-Kurse) werden die Techniken und Verfahren unterrichtet, die man für das Technische Tauchen jenseits der Grenzen des Sporttauchens braucht. Die ursprünglichen DSAT-Kursnamen z. B. Apprentice Tec Diver wurden durch Namen mit Angabe der maximalen Tiefe in Metern ersetzt.

### Discover Tec Diving
PADI Discover Tec Diving ist das Schnuppertauchen für technisches Tauchen; der Schüler kann die Ausrüstung und Verfahren des technischen Tauchens ausprobieren. Außerdem können die Discover-Tec Diving-Erfahrungen auf den PADI-Tec 40-Diver-Kurs angerechnet werden.
Voraussetzungen:
- PADI Open Water Diver oder gleichwertige Qualifizierung
- Mindestens 10 Tauchgänge im Logbuch
- Mindestalter: 18 Jahre

#### PADI Tec Deep Diver
Der Kurs PADI Tec Deep Diver geht über die Grenzen des Sporttauchens hinaus und führt in die Welt des technischen Tauchens ein. Er besteht aus den Teilen Tec 40 und Tec 45, die auch einzeln absolviert werden können.
Nach dem erfolgreichen Abschluss des Kurses PADI Tec Deep Diver können Dekompressionstauchgängen mit Benutzung von Luft und sauerstoffangereicherter Luft (Nitrox) auf bis zu 45 Meter durchgeführt werden. Man lernt außerdem die Gefahren und Risiken des technischen Tauchens sowie die Vermeidung von Notfällen.
Voraussetzungen:
- PADI Advanced Open Water Diver oder gleichwertige Qualifizierung
- PADI Rescue Diver oder gleichwertige Qualifizierung
- PADI Enriched Air Diver oder gleichwertige Qualifizierung
- PADI Deep Diver oder gleichwertige Qualifizierung
- Mindestens 100 Tauchgänge, davon min. 20 Nitrox, 25 tiefer als 18 Meter, 15 tiefer als 30 Meter
- Mindestalter: 18 Jahre

#### Tec 40
Der Kurs PADI Tec 40 ist für alle am technischen Tauchen Interessierte, die noch nicht die Voraussetzungen für die Kurse PADI Tec 50 oder PADI Tec 45 erfüllen. Er ist zugleich der erste Teilkurs des kompletten PADI Tec Deep Diver Kurses und besteht aus den ersten vier Tauchgängen. Lerninhalte sind:
- Gebrauch von Dekompressionssoftware und Tauchcomputer, um Dekompressionstauchgänge bis 40 Meter Tiefe mit einer maximalen Dekompressionszeit von 10 Minuten planen und durchführen zu können
- Einsatz einer Dekompressionsflasche mit einem Gasgemisch bis zu 50 Prozent Sauerstoff (EANx50), um die notwendige Dekompression konservativer zu gestalten

Voraussetzungen:
- PADI Advanced Open Water Diver oder gleichwertige Qualifizierung
- PADI Enriched Air Diver oder gleichwertige Qualifizierung
- PADI Deep Diver oder gleichwertige Qualifizierung
- Mindestens 30 Tauchgänge, davon min. 10 Nitrox, die tiefer waren als 18 Meter
- Mindestalter: 18 Jahre

#### Tec 45
Der Kurs PADI Tec 45 ist der zweite Teilkurs des kompletten PADI Tec Deep Diver Kurses. Lerninhalte sind:
- Die Fertigkeiten, Ausrüstungsgegenstände und Planung, die es braucht, um bis maximal 45 Meter/145 Fuß tief zu tauchen.
- Planung und Durchführung von Einzel- und Wiederholungs-Dekompressionstauchgängen unter Einsatz von einer Stage-Flasche mit Nitrox oder Sauerstoff für beschleunigte oder konservative Dekompression.
- Es wird keine zeitliche Begrenzung für die Dekompression gegeben.
- Wie mit vorhersehbaren Notfällen beim technischen Tauchen richtig umzugehen ist.
- Die grundlegenden Fertigkeiten und Verfahren beherrschen, die für das tiefere technische Tauchen notwendig sind.

Voraussetzungen:
- PADI Advanced Open Water Diver oder gleichwertige Qualifizierung
- PADI Rescue Diver oder gleichwertige Qualifizierung
- PADI Enriched Air Diver oder gleichwertige Qualifizierung
- PADI Deep Diver oder gleichwertige Qualifizierung
- PADI Tec Deep Diver oder gleichwertige Qualifizierung
- Tauchsportärztliches Attest
- Mindestens 50 Tauchgänge, davon min. 12 Nitrox, die tiefer als 18 Meter sowie 6 Tauchgänge, die tiefer als 30 m waren
- Mindestalter: 18 Jahre

#### Tec 50
Der Kurs PADI Tec 50 vervollständigt die PADI-Ausbildung in den Einstieg zum Tec Taucher. Während des Kurses werden:
- Dekompressionstauchgänge bis zu 50 Meter/165 Fuß Tiefe absolviert.
- Nitrox und/oder Sauerstoff für die Dekompression verwendet.
- Dekompressions-Software am PC benutzt, um individuell zugeschnittene Tauchtabellen zu erstellen und Tauchgänge planen.
- der Teilnehmer qualifiziert, selbständig Dekompressionstauchgänge durchzuführen.

Voraussetzungen:
- PADI Advanced Open Water Diver oder gleichwertige Qualifizierung
- PADI Rescue Diver oder gleichwertige Qualifizierung
- PADI Enriched Air Diver oder gleichwertige Qualifizierung
- PADI Deep Diver oder gleichwertige Qualifizierung
- PADI Tec Deep Diver oder gleichwertige Qualifizierung
- PADI Tec 45 Diver oder gleichwertige Qualifizierung
- Tauchsportärztliches Attest
- Mindestens 100 Tauchgänge, von denen
  - 20 Tauchgänge mit angereicherter Luft (Nitrox) absolviert wurden
  - 25 Tauchgänge tiefer waren als 18 Meter
  - mindestens 20 Tauchgänge tiefer waren als 30 Meter
- Mindestalter: 18 Jahre

#### Tec Trimix 65
Dieser Kurs eröffnet dem Taucher die Vorteile von Trimix beim Tauchen. Er befähigt Taucher dazu, Multi-Stopp Dekompressionstauchgänge durchzuführen, unter Einsatz von Nitrox und Sauerstoff für beschleunigte Dekompression und Trimix mit einem Sauerstoffgehalt von 18 % oder mehr.
Taucher können mit diesem Kurs bis zu einer maximalen Tiefe von 65 Metern tauchen.
Der PADI Tec Trimix 65 Kurs ist für bereits ausgebildete technische Taucher gedacht, um ihren Tiefenbereich auf über 50 Meter zu erweitern. Die Taucher müssen qualifiziert sein, technische Dekompressionstauchgänge mit Luft, Nitrox und Sauerstoff durchführen zu können.
Dieser Kurs ist für Tec 50 Diver gedacht (oder Taucher, die ein äquivalentes Brevet einer anderen Organisation besitzen). Der Kurs erweitert die Fertigkeiten in der Tiefe, in dem der Umgang mit Trimix ausgebildet wird.
Der Kurs beinhaltet 5 Ausbildungstauchgänge bis 65 Meter, die mit Trimix durchgeführt werden.
Voraussetzungen:
- PADI Rescue Diver oder gleichwertige Qualifizierung
- PADI Tec 50 Diver oder gleichwertige Qualifizierung
- Tauchsportärztliches Attest
- Mindestens 100 Tauchgänge
- Mindestalter: 18 Jahre

#### Tec Trimix Diver
Der Kurs PADI Tec Trimix Diver ist für Extremtaucher und soll die Tiefe erweitern, die technischen Tauchern offensteht, die im technischen Dekompressionstauchen mit Luft, sauerstoffangereicherter Luft und Sauerstoff über 50 Meter hinaus im Freiwasser ausgebildet sind. Der Kurs erweitert die Tiefenreichweite, indem der Umgang mit Trimix (Helium, Sauerstoff und Stickstoff) ausgebildet wird.
Voraussetzungen:
- Als DI Tec 50 Diver oder PADI Tec Trimix 65 Diver zertifiziert sein (oder ein äquivalentes Brevet einer anderen Organisation vorweisen können).
- Tauchsportärztliches Attest
- Mindestens 150 Tauchgänge
- Mindestalter: 18 Jahre

#### Gas Blender/Trimix Blender
Der Kurs PADI GAS Blender bildet zum qualifizierten Atemgasmischer aus, der Tauchflaschen mit sauerstoffangereicherter Luft füllen und diese Gasmischungen an entsprechend ausgebildete Taucher abgeben darf. Er lernt die physikalischen Eigenschaften von Sauerstoff, die damit verbundenen Gefahren, Voraussetzungen für den Umgang damit und welche Reinigungsausrüstung nötig ist. Außerdem lernt man, wie die gewünschte Mischung an sauerstoffangereicherter Luft und die richtige Helium-Mischung hergestellt wird.
Kursumfang:
- Grundlagen und Vorgehensweisen der Sauerstoffreinheit, Sauerstoffwartung und sauerstoffkompatibler Luft

Voraussetzungen:
- PADI Enriched Air Diver oder gleichwertige Qualifizierung
- Mindestalter: 18 Jahre

### Technical Instructor Certifications

#### Tec Instructor
Der Kurs umfasst Lehrphilosophien und Kursziele, die sich direkt auf die Ansprüche und Herausforderungen beim Unterrichten des technischen Tauchens beziehen. Der PADI Tec Instructor Kurs bereitet die Teilnehmer darauf vor, den Tec 40 Kurs zu unterrichten und behandelt Themen wie Philosophie, Organisation, praktische Überlegungen, Marketing und andere Gesichtspunkte, die das Unterrichten des Tec 40 Kurses mit sich bringt.
Ein PADI Tec Instructor ist qualifiziert:
- Kursteilnehmer bis Stufe Tec 40 zu unterrichten und zu brevetieren.
- PADI Tec Deep Instructors während Tec 45 und Tec 50 Kursen zu assistieren.

Voraussetzungen:
- PADI Open Water Scuba Instructor (OWSI)
- PADI Enriched Air Diver oder gleichwertige Qualifizierung
- PADI Enriched Air Diver Instructor oder gleichwertige Qualifizierung
- PADI Deep Diver Instructor oder gleichwertige Qualifizierung
- PADI Tec Deep Diver oder gleichwertige Qualifizierung
- Mindestens 100 im Logbuch eingetragene Tauchgänge haben, von denen mindestens 20 Tauchgänge mit angereicherter Luft (Nitrox) absolviert wurden, 25 Tauchgänge tiefer waren als 18 Meter und mindestens 15 Tauchgänge tiefer waren als 30 Meter

#### Tec Deep Instructor
Der Kurs bereitet darauf vor, den Tec Deep Diver-Kurs zu unterrichten. Gelehrt wird u. a. Philosophie, Standards, Organisation, praktische Überlegungen und Marketing zu einem Tec Deep Diver-Kurs.
Folgende Kurse dürfen unterrichtet werden:
- PADI Discover Tec
- PADI Tec 40
- PADI Tec 45
- PADI Tec 50

Voraussetzungen:
- PADI Open Water Scuba Instructor (OWSI)
- PADI Enriched Air Diver oder gleichwertige Qualifizierung
- PADI Enriched Air Diver Instructor oder gleichwertige Qualifizierung
- PADI Deep Diver Instructor oder gleichwertige Qualifizierung
- PADI Tec Deep Diver oder gleichwertige Qualifizierung
- Mindestens 100 im Logbuch eingetragene Tauchgänge haben, von denen mindestens 20 Tauchgänge mit angereicherter Luft (Nitrox) absolviert wurden, 25 Tauchgänge tiefer waren als 18 Meter und mindestens 15 Tauchgänge tiefer waren als 30 Meter.

#### Tec Trimix Instructor
Der Kurs umfasst das technische Tauchen mit Helium-Gasgemischen beziehen
Folgende Kurse dürfen unterrichtet werden:
- PADI Tec Trimix 65
- PADI Tec Trimix

Voraussetzungen:
- PADI Master Scuba Diver Trainer (MSDT) oder höher
- PADI Tec Deep Instructor
- PADI Tec Trimix Taucher oder gleichwertige Qualifizierung eines vollwertigen Trimix-Kurses
- Mindestens 200 Tauchgänge laut Logbuch
  - davon mindestens 20 technische Dekompressionstauchgänge mit mindestens einer Stage-/Dekoflasche
  - davon mindestens 10 Trimixtauchgänge tiefer als 40 Meter

#### PADI Gas Blender Instructor
Der Kurs vermittelt, wie Gase gemischt werden. Der Kurs PADI Gas Blender Instructor umfasst Lehrphilosophien und Kursziele, die sich direkt auf die anspruchsvolle Tätigkeit des Atemgasmischens beziehen.
Kursumfang:
- Grundlagen und Vorgehensweisen der Sauerstoffreinheit, Sauerstoffwartung und sauerstoffkompatibler Luft
- Wie der Kurs PADI Gas Blender durchgeführt wird

Voraussetzungen:
- PADI Open Water Diver Instructor
- PADI Enriched Air Diver Instructor
- PADI Gas Blender oder gleichwertige Qualifizierung

### Erste Hilfe Kurs
Der Emergency First Response-Kurs (EFR) beinhaltet die Ausbildung der Module Primary Care (Erstversorgung/HLW), Secondary Care (Zweitversorgung/Erste Hilfe) und AED. Optional gibt es noch das EFR-Modul Care for Children (Kinderversorgung), das ein eigenständiger Kurs ist. Es müssen nicht alle EFR-Module unterrichtet werden, um eine Brevetierung zu erhalten. Der Kurs Emergency First Response hat 2003 den Medic First Aid (MFA) abgelöst.
Passend zum EFR und Rescue Diver Kurs gibt es das PADI Specialty Emergency Oxygen Provider, der den Umgang mit Sauerstoff bei der Erstversorgung lehrt.

#### Emergency First Response
Der Kurs Emergency First Response bereitet den Schüler auf Notfälle vor und erfüllt eine der Voraussetzungen für den Kurs PADI Rescue Diver. In diesem Kurs wird das Selbstvertrauen vermittelt, das benötigt wird, um in medizinischen Notfällen richtig zu reagieren – nicht nur in der Tauchwelt, sondern auch im Alltag.
Kursumfang:
- HLW für Erwachsene, Kinder und Kleinkinder
- Erste Hilfe für Erwachsene, Kinder und Kleinkinder
- Automated External Defibrillator-Ausbildung

#### Emergency First Response Instructor
Der Kurs Emergency First Response Instructor (EFR-I) bereitet den zukünftigen EFR-Instruktor darauf vor, Schüler auf Notfälle beim Tauchen vorzubereiten und das nötige Selbstvertrauen zu vermitteln, um in medizinischen Notfällen richtig zu reagieren.
Kursumfang:
- HLW für Erwachsene, Kinder und Kleinkinder
- Erste Hilfe für Erwachsene, Kinder und Kleinkinder
- Automated External Defibrillator-Ausbildung
- Wie der EFR Kurs unterrichtet wird

Voraussetzungen:
- PADI Divemaster
- Mindestens 18 Jahre alt

#### Emergency First Response Instructor Trainer
Absolventen des PADI-Kurses Emergency First Response Instructor Trainer (EFR-T) dürfen EFR-Instruktoren ausbilden und vermitteln ihnen das Unterrichten des EFR-Kurses und wie man auf Notfälle in der Tauchwelt und im Alltag vorbereitet wird und das nötige Selbstvertrauen gewinnt, um in medizinischen Notfällen richtig zu reagieren.
Kursumfang:
- HLW für Erwachsene, Kinder und Kleinkinder
- Erste Hilfe für Erwachsene, Kinder und Kleinkinder
- Automated External Defibrillator (AED) Ausbildung
- Wie der EFR-I Kurs unterrichtet wird

Voraussetzungen:
- EFR Instructor für Primary Care, Secondary Care und Care for Children
- 25 EFR-Brevetierungen oder 5 EFR-Kurse durchgeführt

Für Erste Hilfe-/HLW-Ausbilder anderer Organisationen:
- Ausbilder anderer Organisation, mit Berechtigung Erster Hilfe und HLW für Erwachsene, Kinder und Kleinkinder
- mindestens 25 Brevetierungen in Erster Hilfe/HLW
- EFR Instructor Crossover
- einen EFR Primary + Secondary Care, sowie Care for Children Kurs unterrichtet

## Recreational Dive Planner

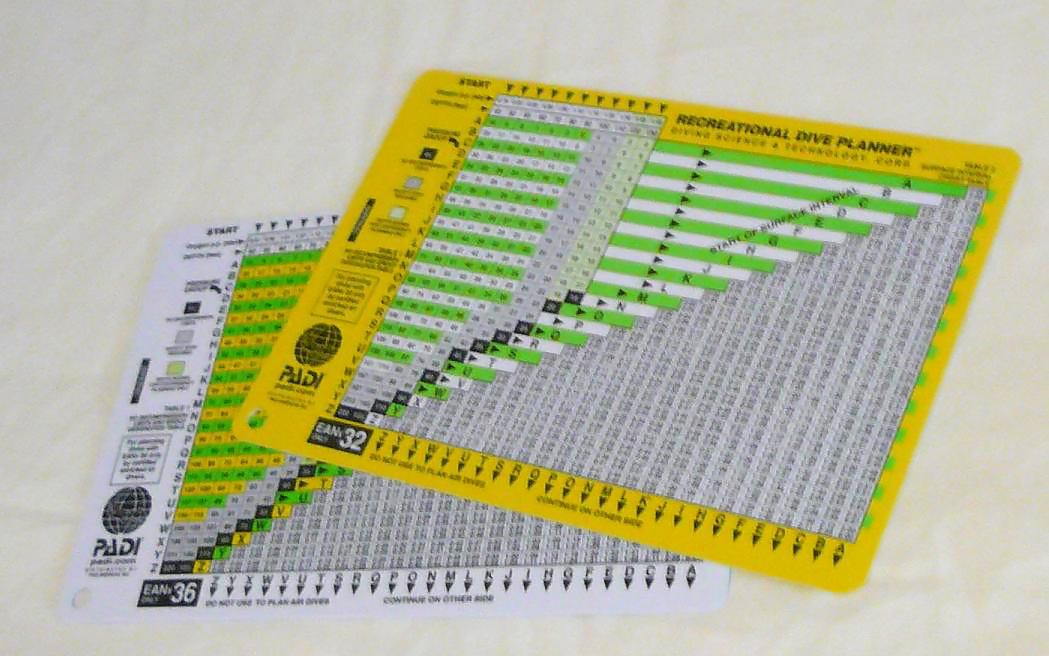
RDP in den Nitrox-Varianten 32 % und 36 %

Der Recreational Dive Planner (RDP) ist die Tauchtabelle von PADI. Im Vergleich zu anderen Verbänden ist PADI neben SSI der einzige Verband, der eine Nullzeittabelle anstelle einer Dekompressionstabelle im Ausbildungsprogramm hat, da bei PADI im Grundausbildungsprogramm keine Dekompressionstauchgänge geplant oder durchgeführt werden, da diese eine spezielle Ausbildung erfordern. Dennoch hat der RDP eine Absicherung eingeplant, falls man versehentlich zu tief oder zu lange taucht.
Den RDP gibt es in verschiedenen Ausführungen. Am bekanntesten ist die normale Tabelle auf einer Unterwasserkarte (Slate), die für die Grundausbildung ausreichend ist und mit der Wiederholungstauchgänge berechnet werden können. Das „Wheel“, das dem Berechnen von Multileveltauchgängen dient und bei dem nicht aufgerundet werden muss, wird erst ab dem Divemaster-Kurs benötigt, darf aber auch schon im Open-Water-Diver-Kurs unterrichtet werden. Seit kurzem gibt es auch elektronische Versionen des RDP, eine RDP-Software für den PC, sowie einen unabhängigen kleinen, elektronischen „Taschenrechner“ namens eRDP.
Des Weiteren gibt es die erstgenannte Tabelle auch in den Nitrox-Varianten 32 % und 36 % sowie RDP-Äquivalenztabellen für alternative Nitroxmischungen und für Bergseetauchgänge.
Für die Ausbildung gibt es den RDP und das „Wheel“ auch in einer XXL-Version.
Alle RDP-Versionen sind untereinander kompatibel und können während der Berechnung problemlos gewechselt werden. PADI-Tabellen sind allerdings zu den Tabellen anderer Verbände inkompatibel, da diese auf anderen Grundlagen beruhen.

## Project AWARE
Das Project AWARE (Aquatic World Awareness, Responsibility and Education) ist eine 1989 durch PADI gegründete gemeinnützige Stiftung, die sich den Schutz der Unterwasserwelt zum Ziel gesetzt hat. Project AWARE finanziert sich hauptsächlich durch den Verkauf von AWARE-Produkten und durch Spenden. Diese Einnahmen werden wiederum in Kampagnen zur Aufklärung von Tauchern und zum Wiederherstellen geschädigter Unterwasser-Landschaften genutzt.

## Publikationen
Zu den zahlreichen Kursmaterialien zählt u. a.:
- The Encyclopedia of Recreational Diving – Die Encyclopedia of Recreational Diving behandelt die fünf Themen Physik, Physiologie, Ausrüstung, Unterwasserwelt und spezielle Aktivitäten. Das Werk ist für die Ausbildung zum PADI-Divemaster notwendig.

Zeitschriften und Kooperationen
- The Undersea Journal – Das Unternehmen verschickt an alle Tauchlehrer vierteljährlich das englischsprachige Magazin The Undersea Journal, das Themen rund um das Tauchen, die Tauchbranche und die Administration behandelt. Es wird vom Special-Interest-Verlag Bonnier Corporation, einer US-amerikanischen Tochtergesellschaft des schwedischen Medienunternehmens Bonnier, verlegt.
- Sport Diver Magazine – Das englischsprachige Sport Diver Magazine ist die offizielle Verbandszeitschrift. Seit 1999 wird sie in Kooperation mit der Bonnier Corporation in Nordamerika und Großbritannien zum Kauf angeboten.[20]
- Buddy – Das Pro-Magazin Buddy wird vierteljährlich an Tauchlehrer verschickt.

Ehemalige Kooperationen
Von 2009 bis 2013 kooperierte PADI mit dem deutschsprachigen Tauchmagazin Silent World. Dabei gingen zuletzt 15.000 Druckexemplare der Zeitschrift als kostenlose Einzelzustellung an neue Tauchschüler, die bei PADI einen der Kurse Discover Scuba Diving (DSD), Scuba Diver (SD) oder Open Water Diver (OWD) absolvierten. Diese Exemplare wurden mit dem PADI-Logo und Aufdruck „powered by PADI“ versehen. Seit Anfang 2014 kooperiert die Zeitschrift mit Scuba Schools International (SSI), statt mit PADI.

## PADI-Ausbildungen für Astronauten
Im Europäischen Astronautenzentrum (EAC) in Köln-Lind, werden alle Astronauten der European Space Agency (ESA) mindestens als PADI Advanced Open Water Divers zertifiziert. Das Unterwassertraining in den Pools des EAC dient der Vorbereitung auf den Aufenthalt in der Schwerelosigkeit. Astronauten, die noch nicht für eine bestimmte Mission vorgesehen sind, werden in einem zweiwöchigen und speziell auf die Bedürfnisse der Astronauten zugeschnittenen Kurs zum PADI Rescue Diver ausgebildet.